# Maraial
Maraial es un municipio brasileño del estado de Pernambuco. el municipio es constituido de dos distritos: Maraial y Sertãozinho de Baixo. Tiene una población estimada al 2020 de 11.220 habitantes.

## Historia
La región poseía inicialmente muchas palmeras del tipo Maraial, lo que originó su nombre. Hay registros también de que la familia Maraiá habría sido la primera a establecerse en la región. El poblado se inició a partir de la construcción del ferrocarril, cuando se estableció un pequeño comercio para abastecer de provisiones a los trabajadores. La estación fue inaugurada en el año 1884.
El distrito de Maraial fue creado el 17 de diciembre de 1904, subordinado al municipio de Palmares. El 14 de enero de 1913 se hizo villa. Fue elevado a la categoría de municipio el 11 de septiembre de 1928, municipio que fue instalado el 1 de enero de 1929.